# 天主教羅德里格斯宗座代牧區
天主教羅德里格斯宗座代牧區（拉丁語：Vicariatus Apostolicus Rodrigensis）是毛里裘斯一個羅馬天主教宗座代牧區，直屬教廷。
代牧區成立於2002年10月11日，範圍包括羅德里格斯群島。2010年有教友33,605人（佔轄區總人口89.1%）、五個堂區、五名司鐸。現任宗座代牧為熊振仁。